# Jarno Trulli
Jarno Trulli, född 13 juli 1974 i Pescara, är en italiensk racerförare. Han bor i St Moritz, Schweiz. Trulli är döpt efter den finske roadracingvärldsmästaren Jarno Saarinen. 

## Racingkarriär
Efter att ha vunnit det Tyska F3-mästerskapet 1996 fick Trulli debutera i formel 1 1997. Efter att ha kört för Minardi körde han i både Prost och Jordan. Han gjorde sig känd som en skicklig kvalförare, men hade svårt att köra fort ett helt race. 
Han vann Monacos Grand Prix 2004 i Renault efter att ha startat från pole position och dominerat loppet och även haft en spännande fajt med Jenson Button de avslutande varven. Det var hans första pole position och första F1-vinst. Han tog pole position även i Belgiens Grand Prix 2004 men där det gick inte som han hade tänkt sig. Han lämnade Renualt 2004 efter ett bråk mellan honom och Flavio Briatore när denne favoriserade Fernando Alonso, den förare som skulle bli världsmästare 2005. Trulli flyttade till Toyota i de avslutande loppen. Han har tagit Toyotas första pole position och pallplats. Senast han tog pole position var i det mycket märkliga loppet i USA 2005. 
Trulli har som bäst en sjätteplats i förar-VM som han tog med Renault 2004.

## F1-karriär
| Säsong     | Stall/Tillverkare              | Placering  | Lopp | Poäng | Etta | Tvåa | Trea | Pole | Varv |
| ---------- | ------------------------------ | ---------- | ---- | ----- | ---- | ---- | ---- | ---- | ---- |
| 1997       | Minardi-Hart Prost-Mugen Honda | 15         | 7    | 3     |      |      |      |      |      |
| 1998       | Prost-Peugeot                  | 15         | 16   | 1     |      |      |      |      |      |
| 1999       | Prost-Peugeot                  | 11         | 16   | 7     |      | 1    |      |      |      |
| 2000       | Jordan-Honda                   | 10         | 17   | 6     |      |      |      |      |      |
| 2001       | Jordan-Honda                   | 9          | 17   | 12    |      |      |      |      |      |
| 2002       | Renault                        | 8          | 17   | 9     |      |      |      |      |      |
| 2003       | Renault                        | 8          | 16   | 33    |      |      | 1    |      |      |
| 2004       | Renault                        | 6          | 17   | 46    | 1    |      | 1    | 2    |      |
| 2005       | Toyota                         | 7          | 19   | 43    |      | 2    | 1    | 1    |      |
| 2006       | Toyota                         | 12         | 18   | 15    |      |      |      |      |      |
| 2007       | Toyota                         | 13         | 17   | 8     |      |      |      |      |      |
| 2008       | Toyota                         | 9          | 18   | 31    |      |      | 1    |      |      |
| 2009       | Toyota                         | 8          | 17   | 32.5  |      | 1    | 2    | 1    | 1    |
| 2010       | Lotus-Cosworth                 | 21         | 18   | 0     |      |      |      |      |      |
| 2011       | Lotus-Renault                  | 21         | 18   | 0     |      |      |      |      |      |
| Sammanlagt | Sammanlagt                     | Sammanlagt | 256  | 246.5 | 1    | 4    | 6    | 4    | 1    |

| 1. Europa 1999 2. Malaysia 2005 3. Bahrain 2005 4. Japan 2009 |

| 1. Tyskland 2003 2. Spanien 2004 3. Spanien 2005 4. Frankrike 2008 5. Australien 2009 6. Bahrain 2009 |

| \| 1. Monaco 2004 2. Belgien 2004 3. USA 2005[1] 4. Bahrain 2009 \| | 1. Bahrain 2009 | 1. Österrike 2001 |
|                                                                     |                 |                   |
| 1. Monaco 2004 2. Belgien 2004 3. USA 2005 4. Bahrain 2009          |                 |                   |